# Smeerenburgfjorden
Smeerenburgfjorden is een fjord van het eiland Spitsbergen, dat deel uitmaakt van de Noorse eilandengroep Spitsbergen.
Het fjord is vernoemd naar de nederzetting Smeerenburg.

## Geografie
Het fjord is ongeveer zuid-noord georiënteerd en heeft een lengte van ongeveer 20 kilometer en breedte van vier kilometer. Aan de westzijde van het fjord liggen twee eilanden, het noordelijke is Amsterdam en het zuidelijke Danskøya. Ten zuiden en oosten van het fjord ligt het Albert I Land. Ze mondt in het noorden uit in de Noordelijke IJszee. Langs de twee eilanden liggen nog twee kleinere zeegaten waarmee het fjord in verbinding staat met zee.
Op ongeveer vijf kilometer naar het noordoosten ligt het kleinere fjord Fuglefjorden en op ongeveer vijf kilometer naar het zuidwesten ligt het kleinere fjord Magdalenefjorden.
Aan het fjord lag op het eiland Amsterdam de nederzetting Smeerenburg.